# يزيد المعشني
يزيد المعشني (ولد في 13 مايو 1998 في عمان) لاعب كرة قدم عماني دولي يجيد اللعب في مركز الجناح الأيسر وبدرجة أقل الوسط المهاجم والوسط المحوري. يلعب حاليا لصالح النصر في دوري المحترفين العماني منذ2024.

## المسيرة الرياضية

### الأندية
بدأ المعشني مسيرته الرياضية في نادي ظفار. في موسمه الأول 2016-2017 وفي بطولة الدوري العماني ساهم في تتويج فريقه بالبطولة بعدما تصدر الترتيب برصيد 51 نقطة من 26 مباراة بفارق ثلاث نقاط عن الوصيف الشباب وبالتالي يحقق المعشني أولى بطولاته الشخصية. وفي بطولة كأس السلطان ساهم في وصول فريقه إلى المباراة النهائية عندما خسر من السويق 0-2. وفي بطولة كأس الاتحاد العماني خرج فريقه من الدور الربع النهائي عندما خسر من النهضة 0-1.
في موسمه الثاني 2017-2018 وفي بطولة الدوري ساهم في احتلال فريقه المركز السادس برصيد 33 نقطة من 26 مباراة بفارق بفارق ثلاثين نقطة عن البطل السويق. وفي بطولة كأس السلطان خرج فريقه من مباراته الأولى عندما خسر من صحم بركلات الترجيح في دور32. وفي بطولة كأس الاتحاد العماني ساهم في وصول فريقه إلى الدور النصف النهائي عندما خسر من النهضة 3-4. وفي بطولة كأس السوبر العماني ساهم في تتويج فريقه بالبطولة بعدما تغلب على السويق 2-1 ليحقق المعشني ثاني بطولاته الشخصية. وفي بطولة كأس الاتحاد الآسيوي خرج فريقه من دور المجموعات عندما احتل المركز الثاني في المجموعة الثالثة برصيد ثمان نقاط من ست مباريات.
في موسمه الثالث 2018-2019 وفي بطولة الدوري ساهم في تتويج فريقه بالبطولة بعدما تصدر الترتيب برصيد 66 نقطة من 26 مباراة بفارق 16 نقطة عن الوصيف النصر وليحقق المعشني ثالث بطولاته الشخصية. وفي بطولة كأس السلطان ساهم في وصول فريقه إلى الدور الثمن النهائي عندما خسر من السيب بركلات الترجيح. وفي بطولة كأس الاتحاد العماني ساهم في تتويج فريقه بالبطولة بعدما تغلب في المباراة النهائية على الشباب 2-1 وليحقق المعشني رابع بطولاته الشخصية.
في موسمه الرابع 2019-2020 وفي بطولة الدوري العماني ساهم في احتلال فريقه المركز الثاني (الوصيف) برصيد 52 نقطة من 26 مباراة بفارق خمس نقاط عن البطل السيب. وفي بطولة كأس السلطان ساهم في فوز فريقه بالبطولة بعدما تغلب في المباراة النهائية على العروبة بركلات الترجيح ليخقق المعشني خامس بطولاته الشخصية. وفي بطولة كأس الاتحاد العماني ساهم في وصول فريقه إلى المباراة النهائية بعدما تغلب في الدور النصف النهائي على السيب 1-0 ولكن ألغيت البطولة بسبب وفاة السلطان قابوس بن سعيد وانتشار جائحة كورونا. وفي بطولة كأس السوبر العماني ساهم في فوز فريقه بالبطولة بعدما تغلب على صور 4-0 ليحقق المعشني سادس بطولاته الشخصية. وفي بطولة كأس العرب للأندية الأبطال خرج فريقه من مباراته الأولى عندما خسر من مولودية الجزائر الجزائري 1-2 في مجموع المباراتين. وفي بطولة كأس الاتحاد الآسيوي ساهم في فوز فريقه على الجزيرة الأردني 1-0 ثم ألغيت البطولة من قبل الجهات التنظيمية لانتشار جائحة كورونا وكانت القرعة أوقعت ظفار في المجموعة الثالثة مع الجزيرة الأردني والرفاع البحريني والقادسية الكويتي.
في موسمه الخامس 2020-2021 وفي بطولة الدوري العماني ساهم في احتلال فريقه المركز الأول برصيد 26 نقطة من عشر مباريات ثم ألغيت البطولة بسبب انتشار جائحة كورونا. وفي بطولة كأس السلطان ساهم في فوز فريقه بالبطولة بعدما تغلب في المباراة النهائية على السويق 5-1 ليحقق المعشني سابع بطولاته الشخصية.
في موسمه السادس والأخير 2021-2022 وفي بطولة الدوري العماني ساهم في احتلال فريقه المركز الثالث برصيد 48 نقطة من 26 مباراة بفارق سبع نقاط عن البطل السيب. وفي بطولة كأس السلطان ساهم في وصول فريقه إلى الدور النصف النهائي عندما خسر من الرستاق 2-3 في مجموع المباراتين.
في 3 يوليو 2022 دخلت رغبة الرفاع البحريني في الحصول على خدمات المعشني في منعطف التعثر وتوقف الصفقة في ظل الشرط الجزائي الموجود في عقده مع ناديه ظفار والذي يمكن وصفه بالكبير وتمسك إدارة ظفار بتفعيله في حال موافقته على خروجه واحترافه خارجيا وخوض تجربة جديدة.
في 19 أغسطس 2022 وقع المعشني مع ظفار ليمثله للموسم 2022-2023.

### المنتخبات
في 25 مارس 2021 شارك المعشني في أول مباراة دولية مع منتخب عمان وكانت أمام الهند وديا وانتهت بالتعادل 1-1. بعد مشاركته في مباراتين وديتين أخريين أمام تايلند (فوز عمان 1-0) وإندونيسيا (فوز عمان 3-1) تم استدعائه للمشاركة في آخر مباراتين في تصفيات كأس العالم 2022 – آسيا الجولة الثانية حيث قاد منتخب بلاده للفوز على أفغانستان 2-1 والفوز على بنغلاديش 3-0 ليحتل عمان المركز الثاني في المجموعة الخامسة برصيد 18 نقطة من ثماني مباريات وبالتالي التأهل إلى نهائيات كأس آسيا 2023 وتصفيات كأس العالم 2022 – آسيا الجولة الثالثة.

## البطولات والإنجازات

### ظفار
- الدوري الممتاز (2): 2016-2017، 2018-2019
- كأس السلطان (2): 2019-2020، 2020-2021
- كأس المحترفين العماني (1): 2018-2019
- كأس السوبر العماني (2): 2017، 2019

## روابط خارجية
- يزيد المعشني على موقع كووورة